# Peter Vaughan
Peter Vaughan, születési nevén Peter Ewart Ohm, (Wem, Shropshire, Egyesült Királyság, 1923. április 4. – Mannings Heath, West Sussex, 2016. december 6.), angol színpadi és filmszínész. 
Hat évtizeden át tartó pályafutása során több mint 200 mozifilmben és televíziós produkcióban szerepelt. Ismert alakítása volt az idősebb Mr. Stevens a Napok romjai című 1993-as filmdrámában. Utolsó szerepe Aemon mester volt a Trónok harca 2011–2015 között bemutatott epizódjaiban.

## Élete

### Származása, tanulmányai
Peter Ewart Ohm néven született. Apja Max Ohm osztrák bevándorló volt, banktisztviselőként dolgozott, anyja Eva Wright ápolónő volt.
A család később a Shropshire megyei Wellingtonba költözött. Peter az itteni általános iskolába kezdett járni, az iskolai ünnepségeket kitűnt versmondó tehetségével. Később a staffordshire-i Uttoxeter középiskolájába (Thomas Alleyne’s High School) járt.
Érettségi után a wolverhamptoni repertoár színházban kezdett játszani. A második világháború idején katonai szolgálatra hívták be, 1943-tól alhadnagyi rangban szolgált a brit hadsereg jelzőszolgálatánál (Royal Corps of Signals). Részt vett a normandiai és belgiumi hadműveletekben, majd a Távol-Keletre vezényelték. A háború vége Szingapúrban érte.

### Színészi pályája
Első apró filmszerepeit 1959-től kapta. Testmagassága (183 cm) és tiszteletet parancsoló megjelenése révén gyakran alakított rendőröket, tiszteket, nyomozókat, így pl. Ralph Thomas rendező 1959-es 39 lépcsőfok c. krimijében, Wolf Rilla rendező 1960-as Elátkozottak faluja c. horrorjában vagy Carl Foreman rendező 1963-as The Victors (A győztesek) című háborúellenes filmjében. Bill Sikes, a betörő megformálásával figyelemre méltót alakított Dickens-regényének 1962-es tévéadaptációjában, a Twist Olivérben, 1967-ben főszerepet kapott Sidney J. Furie kanadai rendező Halálos hajsza c. kémfilmjében, ahol brit titkosügynököt játszott, Frank Sinatra mellett. Hollywoodba nem sikerült betörnie, az amerikai kritikusok lehúzták azzal, hogy túlhangsúlyozta a szerep brit jellegét. 1968-ban A kincses sziget című, több részes BBC-kalandfilmben ő volt a Hosszú John Silver, a kalózvezér.
AZ 1964-ben a londoni West Enden, a Wyndham színház társulatának tagjaként színpadon is szerepelt. 
1971-ben Sam Peckinpah rendező Szalmakutyák című pszichothrillerjében Dustin Hoffman és Susan George mellett Vaughan egy erőszakos, fenyegető bűnözőt alakított. Az 1970-es években túlnyomórészt televíziós produkciókban szerepelt. 1980-tól ismét egyre több mozifilmben is dolgozott: Megjelent Terry Gilliam rendező két filmjében, az 1981-as Időbanditákban (mint Ogre Winston) és az 1985-ös Brazil-ban (Mr Helpmann). Klasszikus irodalmi adaptációkban is játszott, így az 1981-es A francia hadnagy szeretőjében, később az 1998-es angol–amerikai–német A nyomorultakban. Ken Russell rendezőnek a Dreyfus-ügyet feldolgozó 1991-es filmjében, a Prisoner of Honorban Mercier tábornokot, Franciaország akkori hadügyminiszterét alakította. Az 1993-as Napok romjai című filmdrámában Anthony Hopkins főkomornyik idős és esendő apját játszotta. Utolsó szerepét, Aemon mestert, már hajlott korában, 2011–2015 között a HBO fantasy-sorozatának, a Trónok harcának tizenegy epizódjában alakította.

### Magánélete
1952-ben vette feleségül Billie Whitelaw (1932–2014) angol színésznőt, de 1966-ban elváltak. Még ugyanebben az évben Vaughan újra megnősült, Lillias Walker (1930–) skót színésznőt vette el. Ebből a házasságból született David (1967–) nevű fiuk. Lillias Walker előző házasságából született leányát, Victoria Burtont (1955–) is ők nevelték. Victoria később színésznő és producer lett, Gregor Fisher (1953–) színész-forgatókönyvíróhoz ment feleségül.
A család a West Sussex-i Mannings Heath-ben élt. Életének utolsó éveiben Vaughan látása erősen leromlott, egyre inkább visszavonult. Otthonában hunyt el 93 évesen, 2016. december 6-án.

## Főbb filmszerepei
- 1954: Stage by Stage, tévésorozat; őrszem / portás
- 1958: The Adventures of Ben Gunn, tévésorozat; Hoxton őrmester
- 1959: 39 lépcsőfok  (The 39 Steps), rendőr a vonaton
- 1959: A gyűlölet áldozata (Sapphire); Whitehead nyomozó
- 1960: Elátkozottak faluja (Village of the Damned); Gobby rendőrbiztos
- 1960: Hordd el az irhám! (Make Mine Mink); rendőr az autóban
- 1962: Twist Olivér, tévé-minisorozat; Bill Sikes
- 1962: The Devil’s Agent; magyar rendőrfőkapitány
- 1963: The Victors; rendőr
- 1964: Az Angyal kalandjai (The Saint), tévésorozat, Series); Walter Devan
- 1965: Kinyírlak, drágám! (Fanatic); Harry
- 1965: Velejéig romlott (Rotten to the Core); Sir Henry Capell
- 1965–1966: Dixon of Dock Green, tévésorozat; Gordon rendőrfelügyelő
- 1966: Coronation Street, tévésorozat; Arthur Johnson
- 1966: Public Eye, tévésorozat, F.X. Fowler
- 1967: Halálos hajsza (The Naked Runner); Martin Slattery
- 1968: The Bofors Gun; Walker őrmester
- 1968: Portugál kémkaland (Portugál kémkaland); Hammerhead
- 1968: Bosszúállók (Avengers); tévésorozat; Mr Jaeger
- 1969: Nagy Alfréd (Alfred the Great); Burrud
- 1969: Az aranyrablók (The Gold Robbers), tévésorozat; Cradock nyomozó
- 1969: Szellemes nyomozók (Randall and Hopkirk (Deceased)), tévésorozat; James Howarth
- 1969: Tigrisre várva (Taste of Excitement); Malling felügyelő
- 1970: A szemtanú (Eyewitness); Paul Grazzini
- 1970: Minden lében két kanál (The Persuaders!); tévésorozat; Lance Schubert
- 1971: Szalmakutyák (Straw Dogs); Tom Hedden
- 1972: A hamelni patkányfogó (The Pied Piper); püspök
- 1972: Barbár messiás (Savage Messiah); múzeumi felügyelő
- 1973: Mackintosh embere (The MacKintosh Man); Brunskill
- 1973: Megtorlás (Rappresaglia); Kesselring tábornok
- 1975–1977: Bevarrva (Porridge), tévésorozat; Harry Grout
- 1977–1979: Citizen Smith, tévésorozat; Charlie Johnson
- 1979: Crown Court, tévésorozat; Gerald Elliot
- 1979: Zulu Dawn: Lándzsák hajnalban (Zulu Dawn); Bloomfield főszállásmester
- 1979: Sittre vágyva (Porridge); Harry Grout
- 1981: Időbanditák (Time Bandits); Winston, az Ogre
- 1981: A francia hadnagy szeretője (The French Lieutenant’s Woman); Mr. Freeman
- 1981: Winston Churchill: The Wilderness Years, tévéfilm; Sir Thomas Inskip
- 1984: Borotvaélen (The Razor’s Edge); Mackenzie
- 1984: Az utolsó zsidó Berlinben (Forbidden); Stauffel őrnagy
- 1985: Brazil, Mr. Helpmann
- 1986: Nászéjszaka kísértetekkel (Haunted Honeymoon); Francis Abbot Sr.
- 1987: Ha egybekelünk (When We Are Married), tévéfilm; Alderman Joseph Helliwell
- 1988: A Bourne rejtély (The Bourne Identity), kétrészes tévéfilm; Fritz Koenig
- 1988: A sas felszáll (War and Remembrance), tévé-minisorozat; Kurt Zeitzler tábornok
- 1989: Hitler végső döntése – A háború küszöbén (Countdown to War); Hermann Göring
- 1990  A Hold hegyei (Mountains of the Moon); Lord Houghton
- 1991: Sherlock Holmes naplójából (The Case-Book of Sherlock Holmes), tévésorozat; John Turner
- 1991: Prisoner of Honor; Mercier Tábornok
- 1993: Napok romjai (The Ruins of the Day); idősebb Mr Stevens* 1993: A sötétség mélyén (Heart of Darkness); igazgató
- 1994: A Harmadik Birodalom (TV Movie), tévéfilm; Nebe
- 1994: A titkosügynök (The Secret Agent); sofőr
- 1995: A salemi boszorkányok (The Crucible); Giles Corey
- 1996: A holdgyémánt (The Moonstone), Gabriel Betteredge
- 1997: Veszettek (Face); Sonny
- 1998: Közös barátunk (Our Mutual Friend); tévé-minisorozat; Mr. Boffin
- 1998: A nyomorultak (Les Misérables); püspök
- 1998: Az óceánjáró zongorista legendája (La leggenda del pianista sull’oceano); Negoziante
- 1999: Őfelsége kapitánya: Békák és homárok (Hornblower: The Frogs and the Lobsters); tévéfilm; Lord Hood admirális
- 1999: Az eszményi férj (An Ideal Husband); Phipps
- 2000: A hosszúsági fok (Longitude), tévéfilm; George Graham
- 2000: Fordított kánon (Canone inverso - Making Love); idős Blau báró
- 2000: A tizedik királyság (The 10th Kingdom), tévésorozat; Wilfred Peep
- 2000: Az elveszett ékkövek titka (Lorna Doone); Sir Ensor Doone
- 2000: Szilánkos képek: A vakok birodalma (Second Sight: Kingdom of the Blind); Harold King
- 2001: Kiss Kiss (Bang Bang); Daddy Zoo
- 2002: Titkos küldetésben (In Deep), tévésorozat; Clayton Waddington
- 2003: Baleseti sebészet (Casualty); Henry Lambert
- 2003: Anya és a szerelem (The Mother); Toots
- 2004: Peter Sellers élete és halála (The Life and Death of Peter Sellers); Bill Sellers
- 2005–2005: Heartbeat, tévésorozat; Mr. Andrews / Arthur Wainwright
- 2007: Halálos temetés (Death at a Funeral); Uncle Alfie
- 2007: Karácsony a Riviérán (Christmas at the Riviera), tévéfilm; Glen
- 2008: Candlefordi kisasszonyok (Lark Rise to Candleford); tévésorozat; Ellison tiszteletes
- 2008: Van ott valaki? (Is Anybody There?); Bob
- 2011: Doc Martin; William Newcross
- 2011–2015: Trónok harca (Game of Thrones); Master Aemon

## További információ
- Peter Vaughan a PORT.hu-n (magyarul)
- Peter Vaughan az Internetes Szinkronadatbázisban (magyarul)
- Peter Vaughan az Internet Movie Database-ben (angolul)
- Peter Vaughan a Rotten Tomatoeson (angolul)
- Peter Vaughan az AlloCiné weboldalán (franciául)
- Peter Vaughan Profile. Famousfix.com. (Hozzáférés: 2023. január 18.)